# Sonate pour flûte et piano de Koechlin
Pour les articles homonymes, voir Sonate pour flûte et piano.
La Sonate pour flûte et piano, op. 52, est une œuvre de Charles Koechlin composée entre 1911 et 1913.

## Présentation
La Sonate pour flûte et piano est composée entre 1911 et 1913,.
L'œuvre est la première d'une longue série de sonates pour divers instruments qui jalonnent la première période créatrice de musique de chambre de Koechlin. La partition est publiée par Senart en 1922 (rééditée par Salabert en 1983),.
La Sonate, dédiée à Mme Herscher-Clément, est créée par Adolphe Hennebains (flûte) et Émilienne Bompard (piano) le 3 juin 1914 à Paris, salle Malakoff (56bis avenue de Malakoff), lors d'un concert de la Société musicale indépendante,.

## Structure
La Sonate pour flûte et piano, d'une durée moyenne d'exécution de treize minutes environ,, comprend trois mouvements,, :
1. Adagio molto tranquillo, mouvement au caractère contemplatif et pastoral[2],[5] ;
2. Allegretto très modéré mais sans traîner (mouvement de sicilienne), sorte d'intermezzo lyrique à l'atmosphère tranquille mais qui contraste avec l'unité thématique des mouvements extrêmes[5],[3] ;
3. Final : Animé et gai, final thématiquement lié au premier mouvement, construit sur deux thèmes, dont le premier « est imprégné de bonne humeur et pourrait être un air de danse[5] », et le second, « par contraste, une berceuse[3] ».

Otfrid Nies relève que dans ses notes concernant la sonate, Koechlin indique des sous-titres programmatiques pour chaque mouvement, qui ne seront néanmoins pas conservés pour l'édition de la partition publiée du vivant du compositeur :
1. Matin tranquille au bord de la mer ;
2. Églogue : Majoresque cadunt altis de montibus umbrae, qui se rapporte à la dernière ligne de la première églogue des Bucoliques de Virgile, Meliboeus et Tityrus, « Et l'ombre des grands monts s'allonge sur la plaine » ;
3. Nymphes d'Artémis dans la forêt.

La pièce porte le numéro d'opus 52 dans le catalogue des œuvres de Charles Koechlin.

## Discographie
- Koechlin : Music for flute, Fenwick Smith (en) (flûte) et Martin Amlin (piano), Hyperion CDA66414, 1990.
- Charles Koechlin : Musique de chambre, CD 2, Barbara Hank (flûte) et Michael Baumann (piano), SWR Music SWR19047CD, 2017[7],[8].

### Ouvrages généraux
- Michel Dimitri Calvocoressi et Michel Fleury, « Koechlin, Charles », dans Walter Willson Cobbett et Colin Mason (dir.), Dictionnaire encyclopédique de la musique de chambre, vol. II : K–Z, Paris, Éditions Robert Laffont, coll. « Bouquins », 1999 (1re éd. 1929), 1627 p. (ISBN 2-221-07848-9), p. 836-840.
- François-René Tranchefort, « Charles Koechlin », dans François-René Tranchefort (dir.), Guide de la musique de chambre, Paris, Fayard, coll. « Les Indispensables de la musique », 1989, 995 p. (ISBN 2-213-02403-0), p. 506–510.

### Monographies
- Aude Caillet, Charles Koechlin : L'Art de la liberté, Anglet, Séguier, coll. « Carré Musique », 2001, 214 p. (ISBN 2-84049-255-5).
- Robert Orledge, Charles Koechlin (1867-1950) His Life and Works, Harwood Academic Publishers, 1989, 457 p. (ISBN 3-7186-4898-9).